# بوقوفه
بوقوفه  یک روستا در الجزایر است که در ناحیه أمیه ونسه واقع شده‌است.
 بوقوفه   ۹۸ متر بالاتر از سطح دریا واقع شده‌است.